# Apanteles errans
Apanteles errans är en stekelart som beskrevs av Nixon 1973. Apanteles errans ingår i släktet Apanteles och familjen bracksteklar. Inga underarter finns listade i Catalogue of Life.